# 新日本建物
株式会社新日本建物（しんにほんたてもの）は、東京都新宿区に本社を置く不動産総合デベロッパー。首都圏を中心に、分譲マンション「ルネサンス」シリーズや戸建住宅「ルネタウン」シリーズなどを供給。その他、アセットソリューション事業や子会社を通じたサービスオフィスの展開なども行う。

## 事業所
- 北関東支店

〒330-0843 埼玉県さいたま市大宮区吉敷町1-103

## 沿革
- 1975年 埼玉県上尾市で形式上の存続会社関東空調サービス株式会社を設立
- 1994年 株式会社新日本建物に商号変更
- 2010年 裁判外紛争解決手続#事業再生ADR手続が成立し、債務の一部免除及び債務の株式化を含む金融支援で債権者と合意[2]
- 2020年 子会社のNAPが、ファーストキャビンの破産管財人からファーストキャビンのフランチャイズ契約と知的財産権（商標・意匠・特許）を取得[3][4]
- 2024年 3月28日に東京証券取引所スタンダード市場上場廃止。4月1日付でタスキと共同株式移転で設立されたタスキホールディングスの子会社となる[1]。

## ブランド名
- ルネサンス（マンション）
- ラヴィドール（マンション）
- ノーツ（マンション）
- ルネタウン（戸建）
- マトリックスコート（戸建）
- プライム・ビジネスセンター（サービスオフィス）

## 備考
- 2007年1月、プロゴルファー横峯さくらの父、横峯良郎とスポンサー契約を締結。良郎が参院選に立候補したため同年6月で契約は打ち切られたが、2009年11月、横峯さくら本人とのスポンサー契約を締結した。